# 434
434（四百三十四、よんひゃくさんじゅうよん）は自然数、また整数において、433の次で435の前の数である。

## 性質
- 434は合成数であり、約数は1, 2, 7, 14, 31, 62, 217, 434である。
  - 約数の和は768。
- 一桁の数を除くと43番目の回文数である。
  - 回文数において各位の和も回文数になる38番目の数である。1つ前は414、次は515。(オンライン整数列大辞典の数列 A82208)
- 51番目の楔数である。1つ前は430、次は435。
- 434 = 112 + 122 + 132
  - 3連続自然数の平方和となる11番目の数である。1つ前は365、次は509。
  - 434 = 12 + 122 + 172 = 32 + 52 + 202 = 32 + 82 + 192 = 32 + 132 + 162 = 82 + 92 + 172 = 112 + 122 + 132
    - 3つの平方数の和6通りで表せる11番目の数である。1つ前は426、次は441。(オンライン整数列大辞典の数列 A025326)
    - 異なる3つの平方数の和6通りで表せる5番目の数である。1つ前は426、次は458。(オンライン整数列大辞典の数列 A025344)
- 約数の和が434になる数は4個ある。(208, 244, 325, 433) 約数の和4個で表せる7番目の数である。1つ前は372、次は456。
- 各位の和が11になる40番目の数である。1つ前は425、次は443。
- 434 = 33 + 43 + 73
  - 3つの正の数の立方数の和1通りで表せる57番目の数である。1つ前は433、次は440。(オンライン整数列大辞典の数列 A025395)
  - 異なる3つの正の数の立方数の和1通りで表せる26番目の数である。1つ前は415、次は469。(オンライン整数列大辞典の数列 A025399)
  - n = 3 のときの 3n + 4n + 7n の値とみたとき1つ前は74、次は2738。(オンライン整数列大辞典の数列 A074549)
- 434 = 13 + 13 + 63 + 63
  - 4つの正の数の立方数の和で表せる105番目の数である。1つ前は432、次は435。(オンライン整数列大辞典の数列 A003327)

## その他 434 に関連すること
- 西暦434年
- 紀元前434年
- 434 × 10−3 = 0.434 は log10e の近似値である。(オンライン整数列大辞典の数列 A002285)